# Carla Maliandi
Carla Maliandi est une autrice et dramaturge argentine, née le 26 octobre 1976 au Venezuela.